# BWF International Challenge 2022
Die BWF International Challenge 2022 war die 16. Auflage der BWF International Challenge im Badminton. 

## Turniere und Sieger
| Veranstaltung                   | Herreneinzel           | Dameneinzel              | Herrendoppel                                       | Damendoppel                                 | Mixed                                          |
| ------------------------------- | ---------------------- | ------------------------ | -------------------------------------------------- | ------------------------------------------- | ---------------------------------------------- |
| Ukraine Open                    | Christo Popov          | Aliye Demirbağ           | Chia Wei Jie Low Hang Yee                          | Stine Küspert Emma Moszczynski              | Jones Ralfy Jansen Linda Efler                 |
| Iran Fajr International         | Meiraba Luwang Maisnam | Tasnim Mir               | Abiyyu Fauzan Majid Ferdian Mahardika Ranialdy     | Ekaterina Malkova Anastasiia Shapovalova    | nicht ausgetragen                              |
| Uganda International            | Arnaud Merklé          | Talia Ng                 | Boon Xin Yuan Wong Tien Ci                         | Kasturi Radhakrishnan Venosha Radhakrishnan | Koceila Mammeri Tanina Mammeri                 |
| Polish Open                     | Kiran George           | Anupama Upadhyaya        | Rasmus Kjær Frederik Søgaard                       | Yeung Nga Ting Yeung Pui Lam                | Ye Hong-wei Lee Chia-hsin                      |
| Vietnam International           | nicht ausgetragen      | nicht ausgetragen        | nicht ausgetragen                                  | nicht ausgetragen                           | nicht ausgetragen                              |
| Osaka International             | nicht ausgetragen      | nicht ausgetragen        | nicht ausgetragen                                  | nicht ausgetragen                           | nicht ausgetragen                              |
| Mexico International            | Minoru Koga            | Riko Gunji               | Shuntaro Mezaki Haruya Nishida                     | Rui Hirokami Yuna Kato                      | Naoki Yamada Moe Ikeuchi                       |
| Italian International           | Christian Adinata      | Hsu Wen-chi              | Kim Jae-hwan Yoon Dae-il                           | Hsu Ya-ching Lin Wan-ching                  | Zachariah Josiahno Sumanti Hediana Julimarbela |
| Denmark Masters                 | Lu Chia-hung           | Pitchamon Opatniput      | Jin Yong Na Sung-seung                             | Yeung Nga Ting Yeung Pui Lam                | Dejan Ferdinansyah Gloria Emanuelle Widjaja    |
| Nantes International            | Mads Christophersen    | Hsu Wen-chi              | Su Ching-heng Ye Hong-wei                          | Julie Finne-Ipsen Mai Surrow                | Amri Syahnawi Winny Oktavina Kandow            |
| White Nights                    | nicht ausgetragen      | nicht ausgetragen        | nicht ausgetragen                                  | nicht ausgetragen                           | nicht ausgetragen                              |
| Réunion Open                    | Riku Hatano            | Riko Gunji               | Shuntaro Mezaki Haruya Nishida                     | Annabella Jäger Leona Michalski             | Sumiya Nihei Minami Asakura                    |
| Mongolia International          | Lin Chun-yi            | Sri Fatmawati            | Ayato Endo Yuta Takei                              | Seong Seung-yeon Yoon Min-ah                | Choi Hyun-beom Yoon Min-ah                     |
| Lagos International             | nicht ausgetragen      | nicht ausgetragen        | nicht ausgetragen                                  | nicht ausgetragen                           | nicht ausgetragen                              |
| Belgian International           | Lin Chun-yi            | Nguyễn Thùy Linh         | Chang Ko-chi Po Li-wei                             | Rui Hirokami Yuna Kato                      | Hiroki Midorikawa Natsu Saito                  |
| India Maharashtra International | Meiraba Luwang Maisnam | Miho Kayama              | M. R. Arjun Dhruv Kapila                           | Chisato Hoshi Miyu Takahashi                | Ruttanapak Oupthong Jhenicha Sudjaipraparat    |
| India Chattisgarh International | Priyanshu Rajawat      | Tasnim Mir               | Ishaan Bhatnagar K. Sai Pratheek                   | Chisato Hoshi Miyu Takahashi                | Rohan Kapoor Siki Reddy                        |
| Finnish Open                    | nicht ausgetragen      | nicht ausgetragen        | nicht ausgetragen                                  | nicht ausgetragen                           | nicht ausgetragen                              |
| Indonesia International         | Lin Kuan-ting          | Ester Nurumi Tri Wardoyo | Takumi Nomura Yuichi Shimogami                     | Anggia Shitta Awanda Putri Larasati         | Akbar Bintang Cahyono Marsheilla Gischa Islami |
| Malang Indonesia International  | Weng Hongyang          | Gao Fangjie              | Rahmat Hidayat Pramudya Kusumawardana              | Lanny Tria Mayasari Ribka Sugiarto          | Dejan Ferdinansyah Gloria Emanuelle Widjaja    |
| Bendigo International           | Lin Chun-yi            | Sung Shuo-yun            | Chang Ko-chi Po Li-wei                             | Lee Chia-hsin Teng Chun-hsun                | Chang Ko-chi Lee Chih-chen                     |
| India International             | Sourabh Varma          | Tanya Hemanth            | Chaloempon Charoenkitamorn Nanthakarn Yordphaisong | Ashwini Bhat Shikha Gautam                  | K. Sai Pratheek Ashwini Ponnappa               |
| Dutch Open                      | Christo Popov          | Hsu Wen-chi              | Chiu Hsiang-chieh Yang Ming-tse                    | Debora Jille Cheryl Seinen                  | Robin Tabeling Selena Piek                     |
| North Harbour International     | Yushi Tanaka           | Shiori Saito             | Chang Ko-chi Po Li-wei                             | Sung Shuo-yun Yu Chien-hui                  | Chang Ko-chi Lee Chih-chen                     |
| Maldives International          | Luís Enrique Peñalver  | Aakarshi Kashyap         | Rohan Kapoor B. Sumeeth Reddy                      | Chisato Hoshi Miyu Takahashi                | Rohan Kapoor Siki Reddy                        |
| Pakistan International          | nicht ausgetragen      | nicht ausgetragen        | nicht ausgetragen                                  | nicht ausgetragen                           | nicht ausgetragen                              |
| Jakarta International           | nicht ausgetragen      | nicht ausgetragen        | nicht ausgetragen                                  | nicht ausgetragen                           | nicht ausgetragen                              |
| Peru International              | Jason Ho-Shue          | Kaoru Sugiyama           | Jason Ho-Shue Joshua Hurlburt-Yu                   | Paula Cao Hok Lauren Lam                    | Vinson Chiu Jennie Gai                         |
| Irish Open                      | Magnus Johannesen      | Riko Gunji               | Ayato Endo Yuta Takei                              | Chang Ching-hui Yang Ching-tun              | Gregory Mairs Jenny Moore                      |
| Welsh International             | Mads Christophersen    | Yvonne Li                | Rasmus Kjær Frederik Søgaard                       | Margot Lambert Anne Tran                    | Jesper Toft Clara Graversen                    |
| Bahrain International Challenge | Ng Tze Yong            | Pitchamon Opatniput      | Rayhan Fadillah Rahmat Hidayat                     | Lanny Tria Mayasari Ribka Sugiarto          | Ruttanapak Oupthong Jhenicha Sudjaipraparat    |
| Bangladesh International        | Mithun Manjunath       | Aakarshi Kashyap         | Pharanyu Kaosamaang Worrapol Thongsa-Nga           | Laksika Kanlaha Phataimas Muenwong          | Chen Tang Jie Toh Ee Wei                       |
| Canadian International          | Takuma Obayashi        | Michelle Li              | Rasmus Kjær Frederik Søgaard                       | Annie Xu Kerry Xu                           | Mathias Thyrri Amalie Magelund                 |
| Malaysia International          | Justin Hoh             | Yulia Yosephine Susanto  | Muhammad Haikal Nur Izzuddin                       | Jin Yujia Crystal Wong Jia Ying             | Hoo Pang Ron Teoh Mei Xing                     |